# Solanum loxophyllum
Solanum loxophyllum är en potatisväxtart som beskrevs av Friedrich August Georg Bitter. Solanum loxophyllum ingår i släktet skattor som ingår i familjen potatisväxter. Inga underarter finns listade i Catalogue of Life.